# Zorostola melanoxantha
Zorostola melanoxantha är en fjärilsart som beskrevs av Antonius Johannes Theodorus Janse 1964. Zorostola melanoxantha ingår i släktet Zorostola och familjen snigelspinnare. Inga underarter finns listade i Catalogue of Life.